# Хадур
Хадур, или Ходер, — бог войны и кузнецов у древних венгров. Происходит от Хадак Ура, что в переводе с венгерского означает "Господь войны" или "Армия Господа". В венгерской мифологии он был третьим сыном золотого отца (Arany Atyácska) и матери рассвета (Hajnal Anyácska). Он носил доспехи и оружие из чистой меди, что являлось священным металлом и было сказано, что он сделал Меч Бога (Isten kardja), который был обнаружен у Аттилы и обеспечивавший его правление. До начала битвы мадьяры приносили в жертву Хадуру белого жеребца.